# Jaroslav Vokřál
Jaroslav Vokřál (20. února 1944 Praha – 24. března 2000 Udine Itálie) byl český novinář, spisovatel a scenárista.
Jako scenárista spolupracoval hlavně s Jaroslavem Soukupem, pro kterého napsal například scénáře k filmům Pěsti ve tmě, Kamarád do deště, Svatba upírů nebo Byl jednou jeden polda.